# Consumer Electronics Show
De International Consumer Electronics Show (CES) is een grote technologiebeurs die elk jaar in januari sinds 1967 wordt gehouden in het Las Vegas Convention Center in Las Vegas (Nevada) in de Verenigde Staten. De CES wordt georganiseerd door de Consumer Technology Association, die consumententechnologiebedrijven in de Verenigde Staten vertegenwoordigt.

## Hoogtepunten

### 2004
De Blu-ray Group hield op de CES de eerste conferentie om de blu-raydisk te promoten.

### 2005
De editie 2005 was van 6 januari tot en met 9 januari. Het startte met een onenigheid van Bill Gates van Microsoft, rondom de demonstratie van de Windows Media Center resulterend in een Blue screen of death, tot groot vermaak van de bezoekers.
Samsung toonde een 102 cm plasmatelevisie.
Zimiti Ltd (renamed Boardbug Ltd in 2007) won de "Best of Innovators" prijs voor Personal Electronics. Het is het enige Engelse bedrijf dat de prijs ooit won.

### 2006
De editie 2006 vond plaats op 5 januari tot en met 8 januari in het Las Vegas Convention Center, het Sands Convention Center, het Alexis Park Hotel en het Las Vegas Hilton Hotel. Hd-tv was het centrale thema van Bill Gates en anderen. De concurrentie tussen  HD DVD en  Blu-ray Disc was opvallend, met enkele van de eerste HD-filmreleases en de eerste HD-spelers die op de beurs werden aangekondigd. Philips toonde een prototype van een oprolbaar beeldscherm (in het Engels: rollable display). Hillcrest Labs won de "Best Of Innovations" prijs. Meer dan 150.000 mensen bezochten het evenement op een oppervlakte van 155000 vierkante meter. Daarmee was het het grootste elektronica-evenement in de Verenigde Staten.

### 2007
De editie 2007 was van 8 januari tot en met 11 januari. Audio en home theater verhuisde naar het Alexis Park van het The Venetian, Las Vegas Convention Center en het Las Vegas Hilton.
Bill Gates gaf zijn negende thematoespraak voorafgaand aan de beurs. De opening werd gedaan door Gary Shapiro, voorzitter en algemeen directeur van de Consumer Electronics Association, en Ed Zander, voorzitter en algemeen directeur van Motorola. Andere sprekers waren Robert Iger van The Walt Disney Company, Michael Dell, van Dell Inc., en Leslie Moonves van CBS.
De presentaties van Industry Insider verhuisden naar het Las Vegas Hilton, met bijdragen van Olli-Pekka Kallasvuo, algemeen directeur van Nokia en  John Chambers, algemeen directeur van Cisco.
In de gamesectie werden Windows Vista en  DirectX 10 getoond, er waren twee games: Age of Conan: Hyborian Adventures en  Crysis.

### 2008
De editie 2008 werd gehouden van 7 januari tot en met 10 januari in Las Vegas, met 141.150 bezoekers. Bill Gates gaf de thematoespraak, waarbij hij aankondigde te stoppen met zijn werk bij Microsoft, en verder te gaan bij zijn  stichting.
Hij liet een filmpje zien met een korte komische sketch over zijn laatste werkdag bij Microsoft, met een kort optreden van diverse beroemdheden, onder andere Bill Gates zelf, Steve Ballmer, Barack Obama, Steven Spielberg, Hillary Clinton en Bono.

Panasonic oogstte veel bekijks met de 150" Plasma TV en de 50" TV met een dikte van slechts 11,6 mm.

### 2009
De editie 2009 werd gehouden van 7 tot en met 10 januari. Er waren 113.085 bezoekers en 2.700 deelnemers.
Highlights waren onder meer de  OLED-televisies, de Palm Pre, pico projectors (zakprojectors), de Marvell SheevaPlug plug computer, and  3D-projectors.
De Minoru 3D Webcam, een  USB-webcam die werd aangekondigd als de eerste  stereoscopische webcam voor consumenten, won de "Fans Favorite"-prijs. Dell introduceerde zijn Dell Adamo-subnotebook.
Het spelprogramma Jeopardy! filmde een aflevering van de celebrityserie en het "Tournament of Champions" van 2009 op een nieuwe set in de Sonykraam. De set was verhuisd naar de hoofdstudio van Sony Pictures Studios in Culver City, Californië.

### 2010

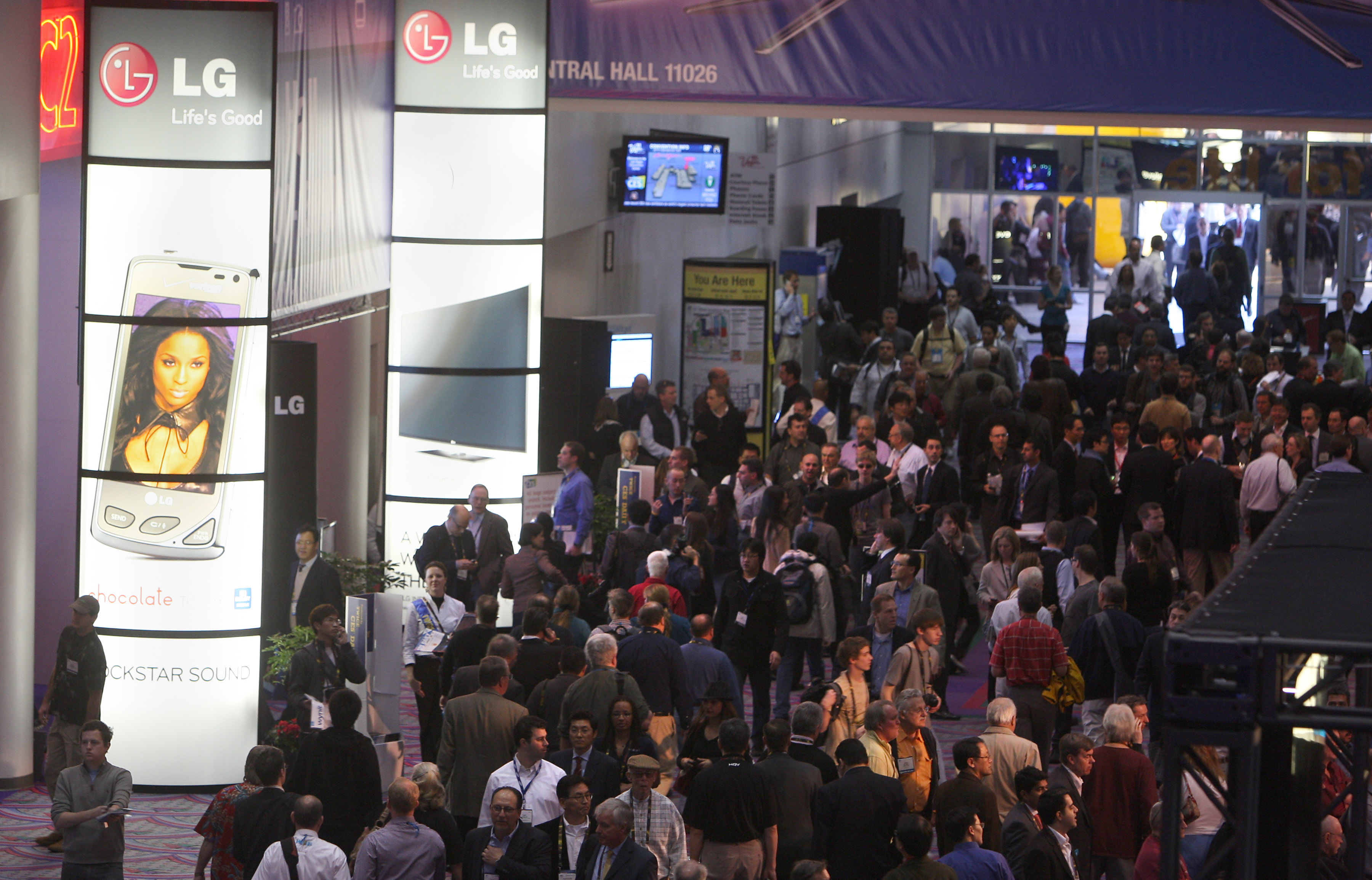
Attendees walking by the LG Electronics display at CES 2010

De editie 2010 werd gehouden van 7 januari tot en met 10 januari. Er waren circa 120.000 aanwezigen.
Hoogtepunten waren onder meer de Intel Infoscape, die werkt met een Intel Core i7-processor. Een computer gebruikte twee schermen van 2,1 meter.
Sustainable Planet groeide met 40% in 2010.

### 2011
De beurs van 2011 werd gehouden van 6 januari tot en met 9 januari. Er waren 128.949 bezoekers.
Er werden veel tabletcomputers geïntroduceerd in 2011, zoals de Motorola Xoom tablet, winnaar van de Best of Show, die gebruikmaakt van  Android Honeycomb. Er werden diverse 4G-telefoons op de beurs getoond, zoals de LG Revolution, Samsung Infuse 4G, HTC Thunderbolt, Sony Ericsson Xperia Arc, Motorola CLIQ 2, Motorola Droid Bionic, en Motorola Atrix 4G.
Er waren nieuwe modellen 3D-televisie te zien, zoals het Mitsubishi's 92-inchmodel van de 2011-serie 3D-thuisbioscooptelevisies. Toshiba presenteerde een brilvrij 4K-3D-TV-prototype. Samsung kondigde de Plasma 3D-HD-TV-serie D8000 aan en LG introduceerde de 3D-LED-TV van de Infinia-Nano-serie.
Er was een demonstratie van 3net, een 3D-televisiekanaal van Discovery Communications, Sony, en IMAX.
Microsoft demonstreerde Windows op een  ARM processor.

### 2012
De editie 2012 werd gehouden van 10 januari tot en met 13 januari. Microsoft deelde officieel mede dat dit haar laatste deelneming was.

### 2013
De editie 2013 vond plaats van 8 januari tot en met 12 januari 2013.

## Nieuwe producten
Producten en technologie die zijn geïntroduceerd op de CES zijn:
- Videorecorder (VCR), 1970
- LaserDisc Player, 1974
- Pong console van Atari, 1975
- Tennelec MCP-1 programmable scanner (radio), 1976
- Camcorder, 1981
- Compact disc (cd)-player, 1981
- Commodore 64, 1982
- Amiga, 1984
- Nintendo Entertainment System (NES), 1985
- Tetris, 1988
- Digitale-audiotechnologie, 1990
- Interactieve Compact Disc, 1991
- Minidisc, 1993
- Radio data system, 1993
- Digitale satelliettelevisie, 1994
- Digital Versatile Disc (dvd), 1996

- Hd-tv, 1998
- Harddisk (PVR), 1999
- Digitale videorecorder (DVR), 1999
- Digital Audio Radio (DAR), 2000[43]
- Xbox, 2001
- Plasma-tv, 2001
- Home Media Server, 2002
- HD Radio, 2003
- Blu-raydisk, 2003
- HD-TV-PVR, 2003
- Hd-dvd, 2004
- IPTV, 2005
- Oled-TV, 2008
- 3D-HD-TV, 2009